# Bistum Caçador
Das Bistum Caçador (lateinisch Dioecesis Captatoropolitana, portugiesisch Diocese de Caçador) ist eine römisch-katholische Diözese mit Sitz im brasilianischen Caçador (Bundesstaat Santa Catarina).

## Bischöfe von Caçador
- Orlando Octacílio Dotti (1969–1976)
- João Oneres Marchiori (1977–1983)
- Luiz Colussi (1983–1996)
- Luíz Carlos Eccel (1998–2010)
- Severino Clasen OFM (2011–2020, dann Erzbischof von Maringá)
- Cleocir Bonetti (seit 2021)

## Weblinks

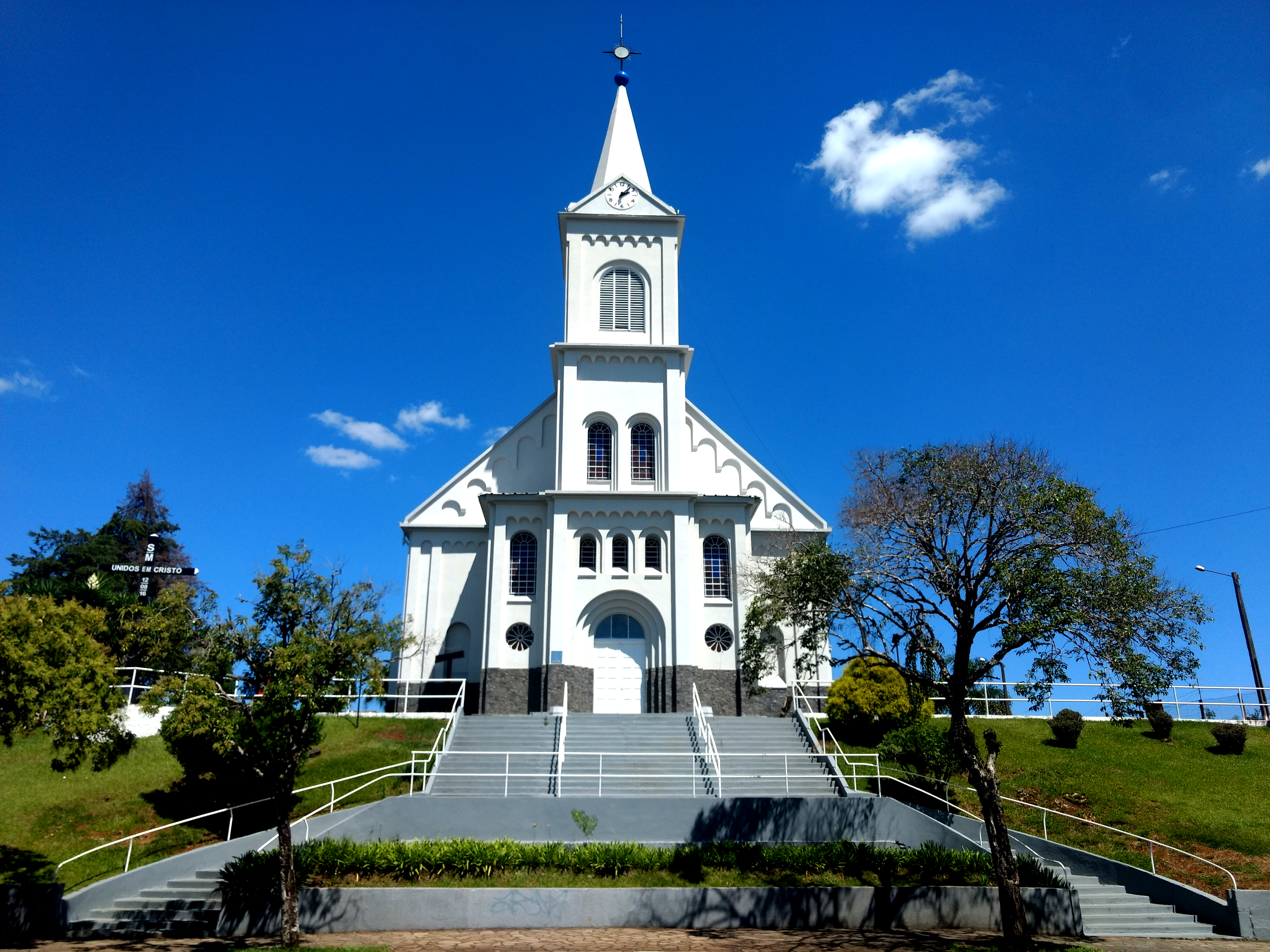
Kathedrale São Francisco de Assis in Caçador